# Salinas del Manzano (kommunhuvudort)
Salinas del Manzano är en kommunhuvudort i Spanien.   Den ligger i provinsen Provincia de Cuenca och regionen Kastilien-La Mancha, i den centrala delen av landet, 190 km öster om huvudstaden Madrid. Salinas del Manzano ligger 1 186 meter över havet och antalet invånare är 107.
Terrängen runt Salinas del Manzano är lite kuperad. Runt Salinas del Manzano är det mycket glesbefolkat, med 3 invånare per kvadratkilometer. Närmaste större samhälle är Salvacañete, 4,6 km öster om Salinas del Manzano. 